# Katzunghaus

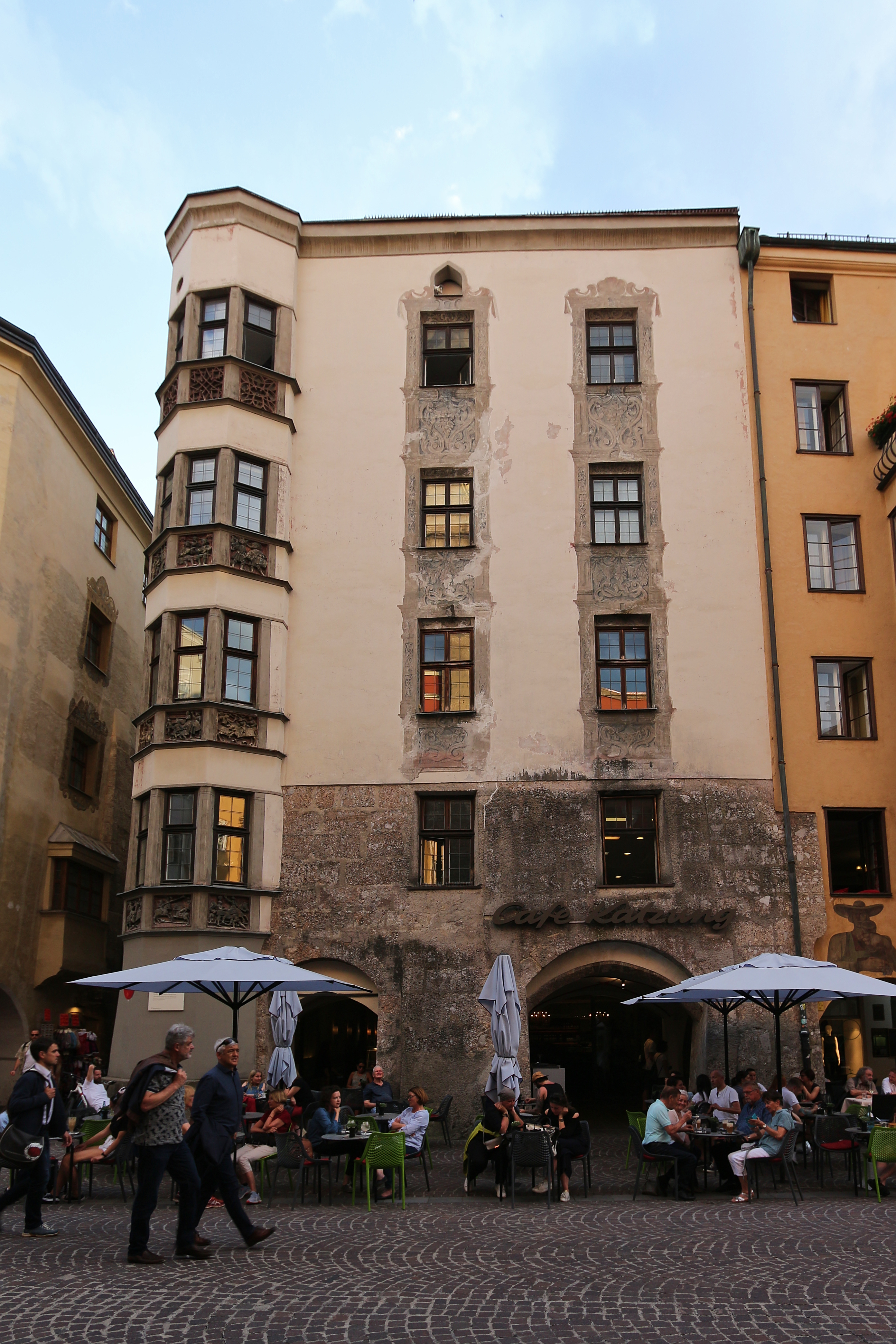
Das Katzunghaus

Das Katzunghaus (Herzog-Friedrich-Straße 16) ist ein denkmalgeschütztes Wohn- und Geschäftshaus in der Innsbrucker Altstadt. Es wurde das erste Mal 1455 erwähnt, einer seiner berühmtesten Besitzer war wohl Konrad Seusenhofer, der Hofplattner Kaiser Maximilians I.

## Architektur

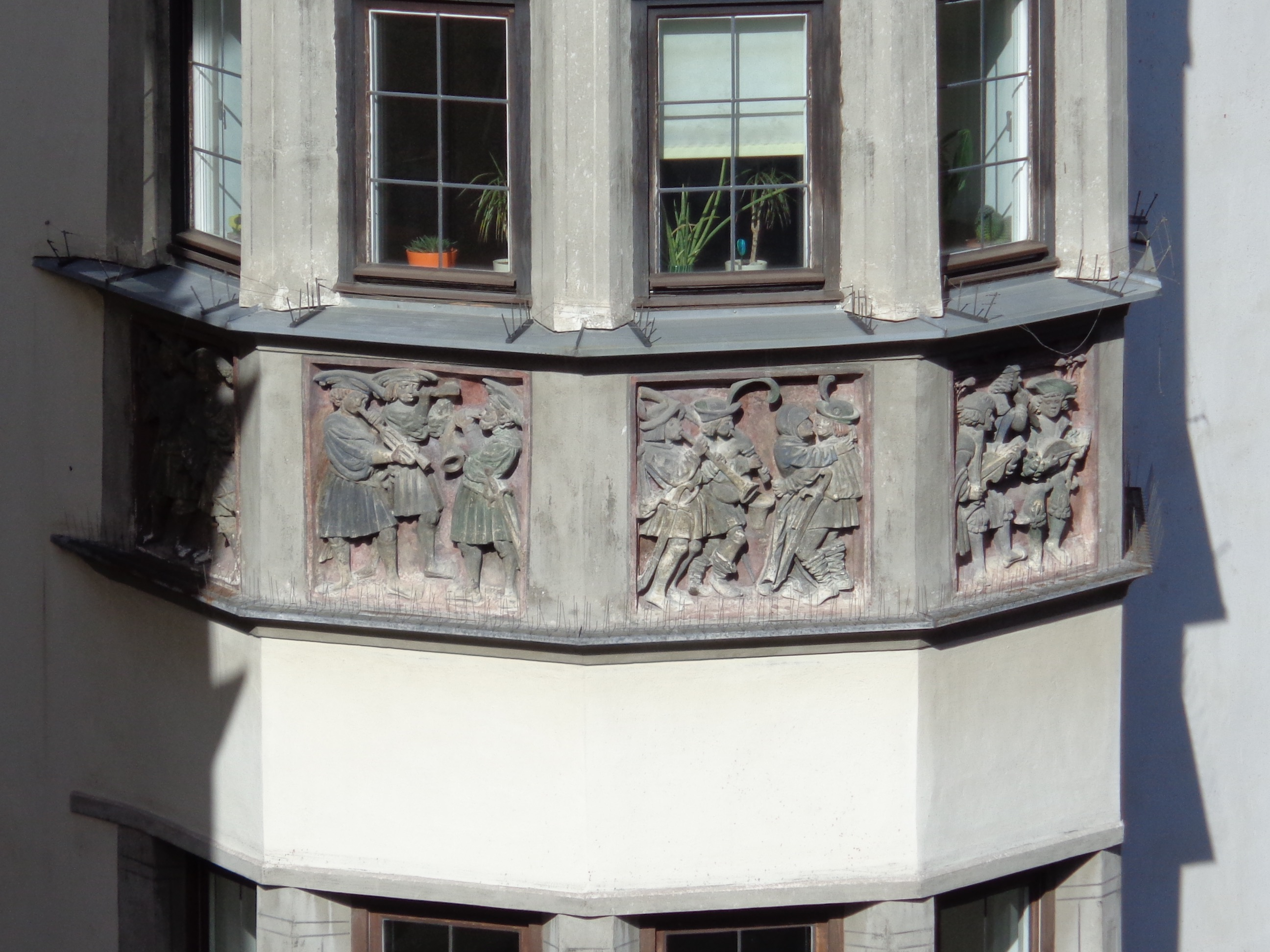
Reliefs am Katzunghaus

Das fünfgeschoßige Eckhaus über rechteckigem Grundriss stammt im Kern aus der 1. Hälfte des 16. Jahrhunderts. Es weist Lauben und zwei Fensterachsen an der Herzog-Friedrich-Straße und zwölf Fensterachsen an der Seilergasse auf. An der Ecke befindet sich ein über die ganze Höhe reichender turmartig vorgezogener Erker. Die figürlichen Reliefs am Erker stammen von Gregor Türing, der mit seinem Vater auch an den Wappenreliefs des Goldenen Dachl gearbeitet hat. Die Reliefs entstanden um 1530, wurden jedoch im Zuge der neugotischen Umgestaltung der Fassade im Jahre 1862 durch Zementabgüsse ersetzt. Den Original-Reliefs am nächsten kommen die vier Turnierszenen und die vier Spielleute (zwei mit bäuerlichen Trompeten- und Holzbläsern mit einem tanzenden Brautpaar, das dritte mit Musikanten mit Geige, Klarinette und Laute, das vierte mit zwei Landsknechten mit Schwegel und Trommel). Die Szenen erinnern an die damalige Funktion des Stadtplatzes als Austragungsort ritterlicher Kampfspiele und Aufführungen.
Das spitze Dach des Erkers und die neo-gotische Fassadengestaltung wurden erst 1967 bei einer erneuten Renovierung wieder entfernt. Dabei wurden auch alle Stockwerke am Erker mit Reliefs versehen.

## Zuckerbäckerfamilie Katzung
Die Wurzeln der heutigen Konditorei/Bäckerei und des Cafés Katzung gehen bis ins Jahr 1775 zurück. Johann Reiß, bürgerlicher Stadtkoch, vererbte das Haus und das Gewerbe an seine Frau, von der es 1791 in den Besitz der Familie Katzung überging. Anton Georg Katzung, der in Innsbruck 1793 eine Konditorei eröffnete, wurde darauf zum 2. Hof-Zuckerbäcker der Erzherzogin Maria Elisabeth und Stadtkoch. Letzterer Umstand weist wohl darauf hin, dass man in Innsbruck damals in der Herstellung von feinen Konditorwaren die Hauptaufgabe eines Stadtkochs erblickte.  
Da damals mit dem Haus das Gewerbe der Stadtkocherei verbunden war, wurde es über all die Erbstreitigkeiten und Veräußerungen aufgrund von Schulden hinweg weitergegeben. 1910 übergab Rosa Katzung das Haus mitsamt der „Einrichtung des Cafe-Restaurants und der Konditorei (…) die zur Zeit der Übergabe vorhandenen Vorräte an Getränken, Speisen und Zuckerwaren“ ihrem Sohn Richard. Dessen Tochter Paula, die „Frau Cafetier Katzung“, Urenkelin des Anton, starb am 30. Dezember 2000. Sie hatte nie eine Konditorenlehre gemacht, galt jedoch als die old Lady und grande Dame der Altstadtgastronomie.  Seither führt die Familie Dengg das Café Katzung, das heute noch auf den Namen und die Tradition aus früheren Zeiten hinweist. Im 1. Stock können in den barocken Salons Friedl und Pauli für feierliche Veranstaltungen gemietet werden, auch die Bäckerei ist nach wie vor in Betrieb.